# The Tiger Woman (película de 1917)
The Tiger Woman (en español, La tigresa) es una película muda estadounidense de 1917 dirigida por J. Gordon Edwards y George Bellamy y protagonizada por Theda Bara. La película se considera perdida.

## Argumento
La condesa Irma (Theda Bara) es una rusa cruel que se convierte por matrimonio en princesa Petrovich, aunque solo ama sus perlas. Su marido, el príncipe (Edward Roseman), vende secretos de estado a un espía para pagar sus exorbitantes facturas, y la respuesta de su esposa es informar a la policía secreta, que lo deporta a Siberia.
En cambio ella corre a Montecarlo con su amante, el conde Zerstoff (Emil DeVarney), pero lo envenena después de que lo pierda todo en el juego. Después se va a Estados Unidos seguida por Stevan, un criado descontento (John Webb Dillon).
En el barco seduce a su próxima víctima, el joven Edwin  Harris (Glen White). Abandona a su prometida Marion (Florence Martin) por la vampiresa y para mantener el alto nivel de vida de la princesa, roba dinero de su padre (Edward Holt). La conmoción al descubrir el robo mata al padre y la princesa consigue que Edwin sea enviado a prisión. Luego inicia un romance con el hermano de Edwin, Mark (Herbert Heyes), inspirándole a abandonar a su mujer (Mary Martin) e hija (Kittens Reichert).
Finalmente Edwin y Stevan (quién también ha sido enviado a prisión debido a las maquinaciones de la princesa) escapan de la cárcel y corren a ajustar cuentas con la vampiresa. Ella intenta apuñalar a Stevan, pero este gira el cuchillo hacia la mujer y se lo clava fatalmente. Pero antes de morir  confiesa todo, lo cual aclara la situación entre los hermanos Harris, y Mark regresa con su esposa.

## Reparto
| Theda Bara        | Princesa Petrovitch   |
| Edward Roseman    | Príncipe Petrovitch   |
| Louis Dean        | El barón              |
| Emil DeVarney     | El conde Zerstoff     |
| John Webb Dillon  | Stevan                |
| Glen White        | Edwin Harris          |
| Mary Martin       | Señora de Mark Harris |
| Herbert Heyes     | Mark Harris           |
| Kittens Reichert  | La pequeña Harris     |
| Edward Holt       | Harris padre          |
| Florence Martin   | Marion Harding        |
| George Clarke     | El padre de Marion    |
| Kate Blancke      | La madre de Marion    |
| Charles McCann    | Mayordomo             |
| Hans Unterkircher | Sin acreditar         |